# Parmotrema myriolobulatum
Parmotrema myriolobulatum är en lavart som först beskrevs av J. D. Zhao, och fick sitt nu gällande namn av J. C. Wei. Parmotrema myriolobulatum ingår i släktet Parmotrema och familjen Parmeliaceae.   Inga underarter finns listade i Catalogue of Life.